# Sistema Kontsevich
Il sistema Kontsevich (in russo Систе́ма Конце́вича?, Sistema Konceviča, AFI: [sʲɪˈsʲtʲemə kɐnˈt͡sɛvʲɪt͡ɕə]) per la cirillizzazione della lingua coreana è stato creato negli anni Settanta dall'orientalista russo Lev Koncevič (in russo Лев Конце́вич?) sulla base del precedente sistema progettato da Aleksandr Cholodovič (in russo Алекса́ндр Холодо́вич?) ed è attualmente il sistema di trascrizione dal coreano al russo più utilizzato.

## Introduzione
Diversi sistemi di cirillizzazione del coreano furono sviluppati sia dalla Corea del Nord (dove in passato erano anche stati proposti per sostituire l'attuale ortografia) che dalla Corea del Sud e Koncevič, di fatto, ha portato avanti un'opera di sistemizzazione di quelle regole già esistenti. A differenza di alcuni sistemi di latinizzazione della lingua coreana, nel sistema Kontsevich la trascrizione è basata principalmente sulla pronuncia di una parola piuttosto che sulla sua ortografia.

## Consonanti

### Iniziale
| Hangŭl                    | ㄱ? | ㄴ? | ㄷ? | ㄹ? | ㅁ? | ㅂ? | ㅅ? | ㅈ? | ㅊ? | ㅋ? | ㅌ? | ㅍ? | ㅎ? | ㄲ? | ㄸ? | ㅃ? | ㅆ? | ㅉ? | ㅇ? |
| Cirillico                 | к   | н   | т   | р   | м   | п   | с   | ч   | чх  | кх  | тх  | пх  | х   | кк  | тт  | пп  | сс  | чч  | —   |
| Sistema McCune-Reischauer | k   | n   | t   | r   | m   | p   | s   | ch  | ch' | k'  | t'  | p'  | h   | kk  | tt  | pp  | ss  | tch | —   |
| Latinizzazione riveduta   | g   | n   | d   | r   | m   | b   | s   | j   | ch  | k   | t   | p   | h   | kk  | tt  | pp  | ss  | jj  | —   |

### Finale
| Hangŭl                    | ㄱ? | ㄴ? | ㄷ? | ㄹ? | ㅁ? | ㅂ? | ㅅ? | ㅈ? | ㅊ? | ㅋ? | ㅌ? | ㅍ? | ㅎ? | ㄲ? | ㄸ? | ㅃ? | ㅆ? | ㅉ? | ㅇ? |
| Cirillico                 | к   | н   | т   | ль  | м   | п   | т   | т   | т   | к   | т   | п   | т   | к   | —   | —   | т   | —   | нъ  |
| Sistema McCune-Reischauer | k   | n   | t   | l   | m   | p   | t   | t   | t   | k   | t   | p   | t   | k   | —   | —   | t   | —   | ng  |
| Latinizzazione riveduta   | k   | n   | t   | l   | m   | p   | t   | t   | t   | k   | t   | p   | t   | k   | —   | —   | t   | —   | ng  |

### Regole della consonante mediana
Nel caso in cui siano seguite da particolari lettere, alcune lettere che si trovano in mezzo alla parola sono trascritte in modo diverso.
| Finale precedente - Iniziale successiva | ㄱ? | ㄴ? | ㄷ? | ㄹ?  | ㅁ? | ㅂ? | ㅅ? | ㅈ?  | ㅊ?  | ㅋ?  | ㅌ?  | ㅍ?  | ㅎ?  | ㅇ? |    |
| к                                       | н   | т   | р   | м    | п   | с   | ч   | чх   | кх   | тх   | пх   | х    | -    |     |    |
| --------------------------------------- | --- | --- | --- | ---- | --- | --- | --- | ---- | ---- | ---- | ---- | ---- | ---- | --- | -- |
| ㄱ?                                     | к   | кк  | нн  | кт   | нн  | нм  | кп  | кс   | кч   | кчх  | ккх  | ктх  | кпх  | кх  | г  |
| ㄴ?                                     | н   | нг  | нн  | нд   | лл  | нм  | нб  | нс   | ндж  | нчх  | нкх  | нтх  | нпх  | нх  | н  |
| ㄹ?                                     | ль  | льг | лл  | льтт | лл  | льм | льб | льсс | льчч | льчх | лькх | льтх | льпх | рх  | р  |
| ㅁ?                                     | м   | мг  | мн  | мд   | мн  | мм  | мб  | мс   | мдж  | мчх  | мкх  | мтх  | мпх  | мх  | м  |
| ㅂ?                                     | п   | пк  | мн  | пт   | мн  | мм  | пп  | пс   | пч   | пчх  | пкх  | птх  | ппх  | пх  | б  |
| ㅇ?                                     | нъ  | нг  | нн  | нд   | нн  | нм  | нб  | нс   | ндж  | нчх  | нкх  | нтх  | нпх  | нх  | нъ |

## Vocali
| Hangŭl                    | ㅏ? | ㅑ? | ㅓ? | ㅕ? | ㅗ? | ㅛ? | ㅜ? | ㅠ? | ㅡ? | ㅣ? | ㅐ? | ㅒ? | ㅔ?  | ㅖ?   | ㅚ? | ㅟ? | ㅢ?   | ㅘ? | ㅝ? | ㅙ? | ㅞ? |
| Cirillico                 | а   | я   | о   | ё   | о́   | ё   | у   | ю   | ы   | и   | э   | йя  | е́    | йе/-е | ве  | ви  | ый/-и | ва  | во  | вэ  | ве  |
| Sistema McCune-Reischauer | a   | ya  | ŏ   | yŏ  | o   | yo  | u   | yu  | ŭ   | i   | ae  | yae | e/-ë | ye    | oe  | wi  | ŭi    | wa  | wŏ  | wae | we  |
| Latinizzazione riveduta   | a   | ya  | eo  | yeo | o   | yo  | u   | yu  | eu  | i   | ae  | yae | e    | ye    | oe  | wi  | ui    | wa  | wo  | wae | we  |

## Esempi
| Italiano                                                         | Hangŭl (Hanja)                                            | Latinizzazione riveduta (Traslitterazione LR tra parentesi)                                                                              | Kontsevich (Traslitterazione latina tra parentesi)                                                                     |
| ---------------------------------------------------------------- | --------------------------------------------------------- | --- | --- |
| muro                                                             | 벽(壁)?                                                   | byeok (byeog) | пёк (pyok) |
| sul muro                                                         | 벽에?                                                     | byeoge (byeog-e) | пёге (pyoge) |
| fuori (non declinato)                                            | 밖?                                                       | bak (bakk) | пак (pak) |
| fuori                                                            | 밖에?                                                     | bakke (bakk-e) | пакке (pakke) |
| cucina                                                           | 부엌?                                                     | bueok (bueok) | пуок (puok) |
| alla cucina                                                      | 부엌에?                                                   | bueoke (bueok-e) | пуокхе (puokhe) |
| Wikipedia                                                        | 위키백과(百科)?                                           | wikibaekgwa (wikibaeggwa) | викхибэкква (vikhibèkkva)                                                                                              |
| hangŭl                                                           | 한글?                                                     | hangeul or han-geul (han-geul) | хангыль (hangyl') |
| hanja                                                            | 한자 (漢字)?                                              | hanja (han-ja) | ханчча (hanchcha) |
| carattere, lettera                                               | 글자( - 字)?                                              | geulja (geul-ja) | кыльчча (kyl'chcha) |
| Quattro stagioni sono diverse.                                   | 사계절(四季節)이 뚜렷하다.?                               | Sagyejeori tturyeotada. (Sa-gye-jeol-i ttu-lyeos-ha-da.)                                                                                 | Сагеджори ттурётхада. (Sagedzhori tturyothada)                                                                         |
| Smarca solo il colore e la larghezza della linea che preferisci. | 원(願)하시는 선(線) 색(色)깔과 굵기에 체크하시면 됩니다.? | Wonhasineun seon saekkkalgwa gukgie chekeuhasimyeon doemnida. (Won-ha-si-neun seon saegkkal-gwa gulg-gie che-keu-ha-si-myeon doebni-da.) | Вонхасинын сон сэкккальгва куккие чхекхыхасимён твемнида. (Vonhasinyn son sèkkal'gva kukkie chhekhyhasimyon tvemnida.) |
| Repubblica Popolare Democratica di Corea                         | 조선민주주의인민공화국 (朝鮮民主主義人民共和國)?          | Joseon Minjujuui Inmin Gonghwaguk (Jo-seon Min-ju-ju-ui In-min Gong-hwa-gug)                                                             | Чосон Минчучуыи Инмин Конъхвакук (Choson Minchuchu'i Inmin Kon'hvakuk)                                                 |

## Nomi di persona
I nomi di persona sono scritti cominciando dal cognome, seguito da uno spazio e quindi dal nome proprio. Come da regola, le sillabe nei nomi di persona non sono separate.